# Ferxxocalipsis World Tour
El Ferxxocalipsis World Tour fue una gira de conciertos del cantante colombiano Feid, lanzada en apoyo de su sexto álbum de estudio Mor, no le temas a la oscuridad (2023) y su tercer EP Ferxxocalipsis. La gira comenzó el 24 de abril de 2024 en Sacramento, California.

## Antecedentes
El 12 de febrero de 2024, Feid anunció la gira musical en apoyo al álbum y EP, titulado Ferxxocalipsis Tour. La gira norteamericana contara con 27 espectáculos en Estados Unidos y Canada. Inició el 24 de abril en Sacramento y finalizará el 6 de julio en Miami.

## Lista de canciones
La siguiente lista de canciones es representativa de la primera noche de la gira en Sacramento: 
1. Intro Ferxxo
2. Alakran
3. 50 Palos
4. Chimbita
5. Lady Mi Amor
6. Castigo
7. Bubalu
8. Ferxxo 151
9. Ultra Solo
10. Fumeteo
11. Perro Negro
12. Cual es esa
13. El cielo
14. La Inocente
15. Ferxxo 30
16. Prohibidox
17. Porfa
18. Esquirla
19. Mojando Asientos
20. Remix Exclusivo
21. Ferxxo Edition
22. X19X
23. Feliz Cumpleaños Ferxxo
24. Monastery
25. Luces de Tecno
26. Ey Chory
27. Le pido a Dios
28. Románticos de Lunes
29. Normal
30. Ferxxo 100
31. Yandel 150
32. Hey Mor
33. Classy 101
34. Chorrito pa las animas
35. Luna

## Fechas
| Fecha                    | Ciudad              | País                 | Recinto                                     | Asistencia | Ganancias |
| ------------------------ | ------------------- | -------------------- | ------------------------------------------- | ---------- | --------- |
| Norteamérica             |                     |                      |                                             |            |           |
| 24 de abril de 2024      | Sacramento          | Estados Unidos       | Golden 1 Center                             |            |           |
| 27 de abril de 2024      | Inglewood           | Estados Unidos       | The Forum                                   |            |           |
| 1 de mayo de 2024        | San José            | Estados Unidos       | SAP Center                                  |            |           |
| 3 de mayo de 2024        | Thousand Palms      | Estados Unidos       | Acrisure Arena                              |            |           |
| 4 de mayo de 2024        | San Diego           | Estados Unidos       | Pechanga Arena                              |            |           |
| 10 de mayo de 2024       | Las Vegas           | Estados Unidos       | Michelob Ultra Arena                        |            |           |
| 11 de mayo de 2024       | Phoenix             | Estados Unidos       | Footprint Center                            |            |           |
| 15 de mayo de 2024       | Salt Lake City      | Estados Unidos       | Delta Center                                |            |           |
| 18 de mayo de 2024       | Tulsa               | Estados Unidos       | BOK Center                                  |            |           |
| 19 de mayo de 2024       | Fort Worth          | Estados Unidos       | Dickies Arena                               |            |           |
| 22 de mayo de 2024       | Edinburg            | Estados Unidos       | Bert Ogden Arena                            |            |           |
| 24 de mayo de 2024       | Houston             | Estados Unidos       | Toyota Center                               |            |           |
| 25 de mayo de 2024       | Austin              | Estados Unidos       | Moody Center                                |            |           |
| 27 de mayo de 2024       | Nashville           | Estados Unidos       | Bridgestone Arena                           |            |           |
| 30 de mayo de 2024       | Chicago             | Estados Unidos       | United Center                               |            |           |
| 1 de junio de 2024       | Montreal            | Canadá               | Centre Bell                                 |            |           |
| 2 de junio de 2024       | Toronto             | Canadá               | Scotiabank Arena                            |            |           |
| 6 de junio de 2024       | Philadelphia        | Estados Unidos       | Wells Fargo Center                          |            |           |
| 7 de junio de 2024       | Newark              | Estados Unidos       | Prudential Center                           |            |           |
| 9 de junio de 2024       | Hartford            | Estados Unidos       | XL Center                                   |            |           |
| 13 de junio de 2024      | Boston              | Estados Unidos       | TD Garden                                   |            |           |
| 16 de junio de 2024      | New York City       | Estados Unidos       | Madison Square Garden                       |            |           |
| 20 de junio de 2024      | Washington D. C.    | Estados Unidos       | Capital One Arena                           |            |           |
| 21 de junio de 2024      | Greensboro          | Estados Unidos       | Greensboro Coliseum                         |            |           |
| 23 de junio de 2024      | Duluth              | Estados Unidos       | Gas South Arena                             |            |           |
| 28 de junio de 2024      | Orlando             | Estados Unidos       | Kia Center                                  |            |           |
| 6 de julio de 2024       | Miami               | Estados Unidos       | Hard Rock Stadium                           |            |           |
| Europa                   |                     |                      |                                             |            |           |
| 27 de julio de 2024      | Madrid              | España               | Estadio Metropolitano                       |            |           |
| Latinoamérica            |                     |                      |                                             |            |           |
| 20 de agosto de 2024     | Ciudad de México    | México               | Estadio GNP Seguros                         |            |           |
| 21 de agosto de 2024     | Ciudad de México    | México               | Estadio GNP Seguros                         |            |           |
| 25 de agosto de 2024     | Guadalajara         | México               | Estadio Tres de Marzo                       |            |           |
| 28 de agosto de 2024     | Monterrey           | México               | Estadio Banorte                             |            |           |
| 4 de septiembre de 2024  | Ciudad de Guatemala | Guatemala            | Explanada Cardales de Cayala                |            |           |
| 8 de septiembre de 2024  | San Salvador        | El Salvador          | Estadio Nacional Jorge "El Mágico" González |            |           |
| 12 de septiembre de 2024 | Tegucigalpa         | Honduras             | Estadio Chochi Sosa                         |            |           |
| 15 de septiembre de 2024 | San José            | Costa Rica           | Estadio Nacional                            |            |           |
| 18 de octubre de 2024    | San Juan            | Puerto Rico          | Coliseo de Puerto Rico                      |            |           |
| 9 de noviembre de 2024   | Santo Domingo       | República Dominicana | Estadio Olímpico Félix Sánchez              |            |           |
| 19 de noviembre de 2024  | Quito               | Ecuador              | Estadio Olímpico Atahualpa                  |            |           |
| 22 de noviembre de 2024  | Lima                | Perú                 | Estadio San Marcos                          |            |           |
| 26 de noviembre de 2024  | Santiago            | Chile                | Estadio Monumental                          |            |           |
| 29 de noviembre de 2024  | Bogotá              | Colombia             | Coliseo MedPlus                             |            |           |
| 30 de noviembre de 2024  | Bogotá              | Colombia             | Coliseo MedPlus                             |            |           |
| 1 de diciembre de 2024   | Bogotá              | Colombia             | Coliseo MedPlus                             |            |           |
| 6 de diciembre de 2024   | Medellín            | Colombia             | Estadio Atanasio Girardot                   |            |           |
| 7 de diciembre de 2024   | Medellín            | Colombia             | Estadio Atanasio Girardot                   |            |           |
| 8 de diciembre de 2024   | Medellín            | Colombia             | Estadio Atanasio Girardot                   |            |           |
| Europa (Fastest Tour)    |                     |                      |                                             |            |           |
| 3 de marzo de 2025       | Estocolmo           | Suecia               | Annexet                                     |            |           |
| 5 de marzo de 2025       | Copenhague          | Dinamarca            | Poolen                                      |            |           |
| 8 de marzo de 2025       | Colonia             | Alemania             | Palladium                                   |            |           |
| 9 de marzo de 2025       | Ámsterdam           | Países Bajos         | AFAS Live                                   |            |           |
| 11 de marzo de 2025      | Bruselas            | Bélgica              | La Madeleine                                |            |           |
| 12 de marzo de 2025      | Berlín              | Alemania             | Columbiahalle                               |            |           |
| 14 de marzo de 2025      | Dübendorf           | Suiza                | The Hall Zurich                             |            |           |
| 18 de marzo de 2025      | Oporto              | Portugal             | Coliseu Porto Ageas                         |            |           |
| 20 de marzo de 2025      | Lisboa              | Portugal             | Coliseu dos Recreios                        |            |           |
| 24 de marzo de 2025      | Viena               | Austria              | Raiffeisen Halle im Gasometer               |            |           |
| 26 de marzo de 2025      | Milán               | Italia               | Fabrique                                    |            |           |
| 27 de marzo de 2025      | Milán               | Italia               | Fabrique                                    |            |           |
| 28 de marzo de 2025      | Roma                | Italia               | Atlantico                                   |            |           |
| 31 de marzo de 2025      | Londres             | Inglaterra           | Eventim Apollo                              |            |           |